# Eupteryx minuscula
Eupteryx minuscula är en insektsart som beskrevs av Lindberg 1929. Eupteryx minuscula ingår i släktet Eupteryx och familjen dvärgstritar. Inga underarter finns listade i Catalogue of Life.